# Le Fugitif (série télévisée, 2020)
Pour les articles homonymes, voir Le Fugitif.
Le Fugitif est une série télévisée américaine d'action et de suspense qui revisite le concept de la série éponyme de 1963 et du film de 1993, avec des personnages inédits. La série, créée par Nick Santora pour Quibi, suit les aventures d’un homme accusé à tort d’un attentat terroriste et traqué par la police. La réalisation est assurée par Stephen Hopkins.
La série a été lancée le 3 août 2020 sur Quibi, une plateforme de streaming proposant des épisodes courts de 6 à 9 minutes.

## Synopsis
Mike Ferro est un simple ouvrier qui se retrouve impliqué dans une affaire de terrorisme à Los Angeles. Après une explosion dans le métro, où il voyageait avec sa famille, il devient le principal suspect aux yeux de la police. Il n’a pas d’autre choix que de mener sa propre enquête pour prouver son innocence et démasquer le vrai coupable, tout en échappant à la traque du redoutable inspecteur Clay Bryce…

## Distribution

### Acteurs principaux
- Boyd Holbrook : Mike Ferro
- Natalie Martinez : Allison Ferro
- Tiya Sircar : Pritti Patel
- Brian Geraghty : Colin Murphy
- Genesis Rodriguez : Detective Sloan Womack
- Shareeka Epps (en) : Ronnie Lawson
- Daniel David Stewart : Stamell
- Kiefer Sutherland : Detective Clay Bryce
- Glenn Howerton : Jerry

## Liste des épisodes

### Première saison (2020)
1. Wrong Place, Wrong Time
2. Smiles for the Camera
3. Run!
4. Going Underground
5. When Mike Met Clay
6. A Lifeline
7. Again
8. Hunted Becomes the Hunter
9. C. Bravo, Esq.
10. Getting the Gang Back Together
11. When Mike Met Ronnie
12. Changing Direction
13. When Mike Met Colin
14. How It All Ends

## Production

### Développement
La série a été annoncée pour la première fois en juillet 2019, avec la participation du producteur exécutif Nick Santora. En septembre 2019, le réalisateur Stephen Hopkins a rejoint l’équipe et le tournage a débuté le mois suivant à Los Angeles. La distribution principale a été révélée en septembre 2019, avec Boyd Holbrook dans le rôle de Mike Ferro, un ouvrier accusé à tort, et Kiefer Sutherland dans celui de Clay Bryce, un agent fédéral chargé de le traquer. En novembre 2019, Tiya Sircar a été annoncée dans le rôle de Pritti Patel, une journaliste qui suit l’affaire. Enfin, en décembre 2019, plusieurs autres acteurs ont été confirmés, dont Natalie Martinez, Brian Geraghty, Genesis Rodriguez et Keilani Arellanes.